# Jonathan Maidana
Jonathan Maidana vagy
Jonathan Ramón Maidana (Adrogué, 1985. július 29. –) argentin válogatott labdarúgó, aki jelenleg a River Plate játékosa.

## Sikerei, díjai

### Klub
- Boca Juniors
  - Copa Sudamericana: 2005, 2006
  - Recopa Sudamericana: 2006
  - Argentin bajnok: 2006 Clausura, 2008 Apertura
  - Copa Libertadores: 2007
- River Plate
  - Argentin másodosztály: 2011–12 Primera B Nacional
  - Argentin bajnok: Torneo Final 2014
  - Copa Campeonato: 2013–14
  - Copa Sudamericana: 2014
  - Recopa Sudamericana: 2015
  - Copa Libertadores: 2015
  - Suruga Bank Championship: 2015

### Válogatott
- Argentína U20
  - U20-as labdarúgó-világbajnokság: 2007